# Choisy-le-Roi
Pour les articles homonymes, voir Choisy (homonymie) et CLR.
Choisy-le-Roi  est une commune française située dans le département du Val-de-Marne, en région Île-de-France.
Ses habitants sont appelés les Choisyens.

## Géographie
Les communes limitrophes sont Alfortville, Créteil, Orly, Thiais, Valenton, Villeneuve-Saint-Georges et Vitry-sur-Seine.

### Localisation

Localisation de Choisy-le-Roi en région parisienne.

À 12 km de Notre-Dame de Paris et à 7 km de la porte de Choisy, Choisy-le-Roi est, avec la capitale, la seule commune de la petite couronne à s'étendre de part et d'autre de la Seine.

### Communes limitrophes
Communes limitrophes : Alfortville au nord-est, Créteil à l'est, Valenton et Villeneuve-Saint-Georges au sud-est, Orly au sud-ouest, Thiais à l'ouest et Vitry-sur-Seine au nord-ouest.
| Vitry-sur-Seine | Vitry-sur-Seine | Alfortville              |
| Thiais          | Choisy-le-Roi   | Créteil, Valenton        |
| Orly            | Orly            | Villeneuve-Saint-Georges |

Voici ci-dessous une carte représentant le découpage territorial des communes limitrophes :

### Relief, géologie et hydrographie
La Seine traverse cette commune, elle traverse également Alfortville (au nord) et Villeneuve-Saint-Georges (au sud).

### Climat
Pour des articles plus généraux, voir Climat de l'Île-de-France et Climat du Val-de-Marne.
En 2010, le climat de la commune est de type climat océanique dégradé des plaines du Centre et du Nord, selon une étude du CNRS s'appuyant sur une série de données couvrant la période 1971-2000. En 2020, Météo-France publie une typologie des climats de la France métropolitaine dans laquelle la commune est exposée à un climat océanique altéré et est dans la région climatique Sud-ouest du bassin Parisien, caractérisée par une faible pluviométrie, notamment au printemps (120 à 150 mm) et un hiver froid (3,5 °C).
Pour la période 1971-2000, la température annuelle moyenne est de 12,1 °C, avec une amplitude thermique annuelle de 15,4 °C. Le cumul annuel moyen de précipitations est de 634 mm, avec 10,5 jours de précipitations en janvier et 7,8 jours en juillet. Pour la période 1991-2020, la température moyenne annuelle observée par la station météorologique installée dans la commune est de 12,7 °C et le cumul annuel moyen de précipitations est de 607,2 mm,. Pour l'avenir, les paramètres climatiques de la commune estimés pour 2050 selon différents scénarios d'émission de gaz à effet de serre sont consultables sur un site dédié publié par Météo-France en novembre 2022.
| Mois                                  | jan.             | fév.            | mars          | avril         | mai           | juin          | jui.          | août           | sep.          | oct.          | nov.          | déc.          | année      |
| ------------------------------------- | ---------------- | --------------- | ------------- | ------------- | ------------- | ------------- | ------------- | -------------- | ------------- | ------------- | ------------- | ------------- | ---------- |
| Température minimale moyenne (°C)     | 2,8              | 2,7             | 4,8           | 7,3           | 10,7          | 13,9          | 15,8          | 15,6           | 12,5          | 9,2           | 5,6           | 3,3           | 8,7        |
| Température moyenne (°C)              | 5,3              | 5,8             | 8,8           | 12,1          | 15,6          | 18,9          | 21            | 20,9           | 17,2          | 12,9          | 8,4           | 5,7           | 12,7       |
| Température maximale moyenne (°C)     | 7,7              | 8,9             | 12,8          | 16,9          | 20,5          | 23,8          | 26,2          | 26,2           | 21,9          | 16,6          | 11,1          | 8,1           | 16,7       |
| Record de froid (°C) date du record   | −11,5 01.01.1997 | −9,5 07.02.1991 | −7 02.03.05   | −1 14.04.19   | 1 07.05.1997  | 6 07.06.05    | 8 11.07.1993  | 7,5 28.08.1998 | 4 30.09.1995  | −1 24.10.03   | −7 24.11.1998 | −8 31.12.1996 | −11,5 1997 |
| Record de chaleur (°C) date du record | 16 12.01.04      | 21,2 27.02.19   | 26,2 31.03.21 | 29,6 18.04.18 | 33,3 27.05.05 | 37,5 27.06.11 | 41,7 25.07.19 | 40,5 12.08.03  | 35,3 14.09.20 | 28,9 03.10.11 | 21 08.11.15   | 17 16.12.1989 | 41,7 2019  |
| Précipitations (mm)                   | 49,5             | 43,3            | 43,3          | 44,7          | 58,6          | 54,5          | 53            | 52,5           | 43,2          | 51,6          | 52,7          | 60,3          | 607,2      |

### Voies de communication et transports

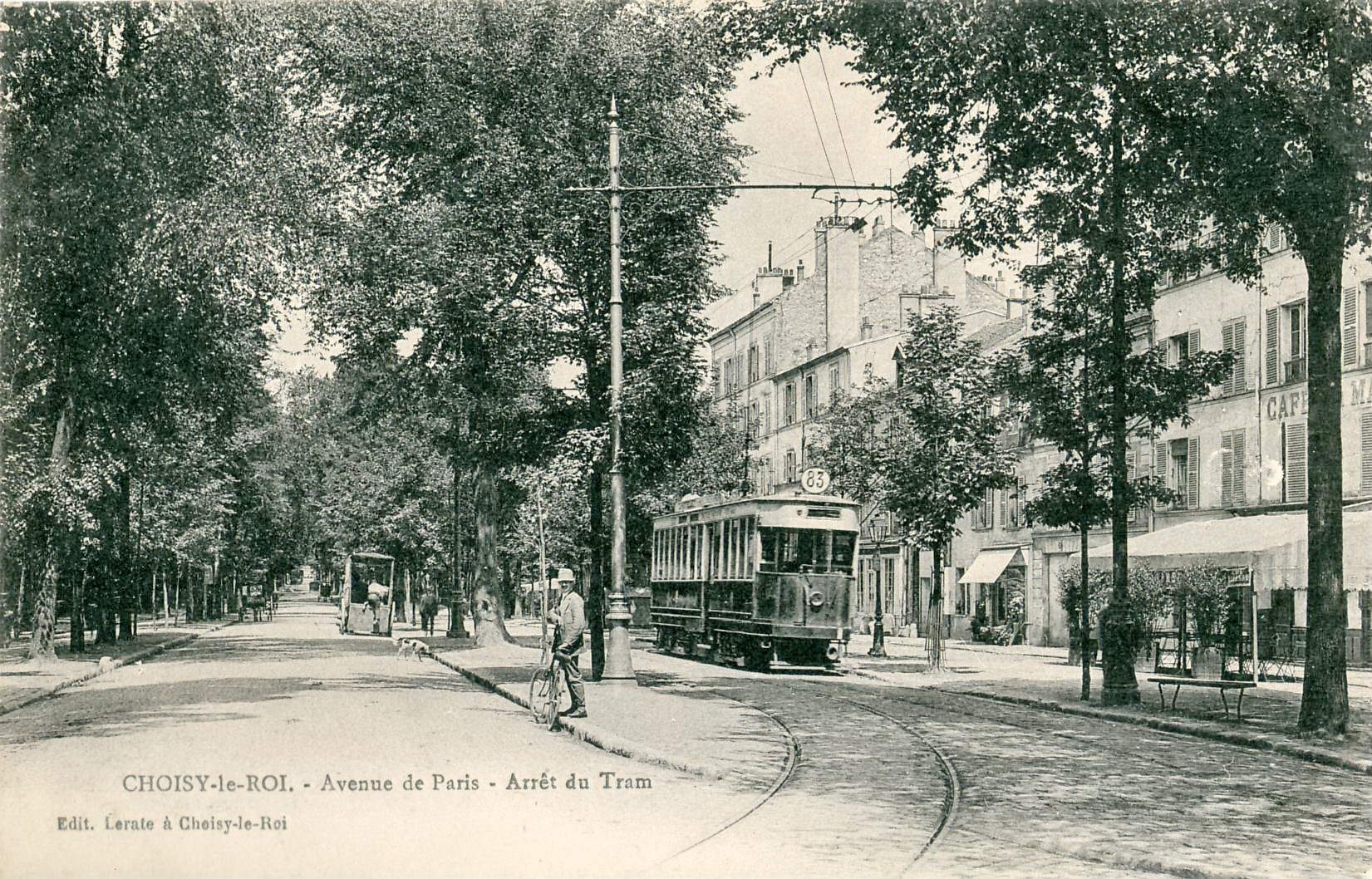
La ville fut desservie par les tramways du département de la Seine au début du XXe siècle. On voit ici une motrice du 83, exploité par la STCRP, ancêtre de la RATP.

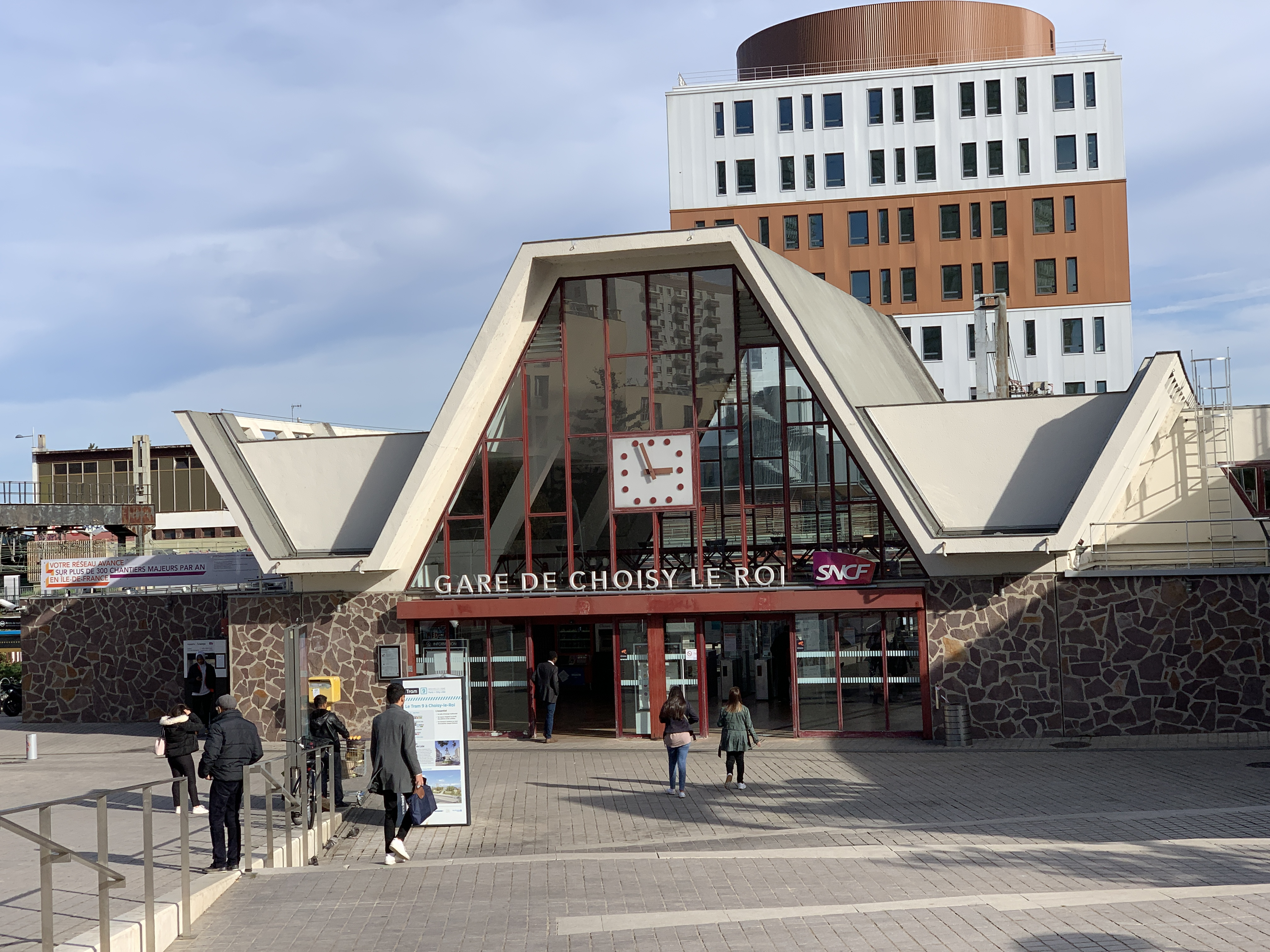
Gare RER de Choisy-le-Roi.

La commune de Choisy-le-Roi est un nœud de communication majeur.
Elle est desservie par une gare :
- Choisy-le-Roi, gare historique, à 7 min de gare de la Bibliothèque François-Mitterrand, 10 min de la gare d'Austerlitz, 14 min de la gare Saint-Michel - Notre-Dame.

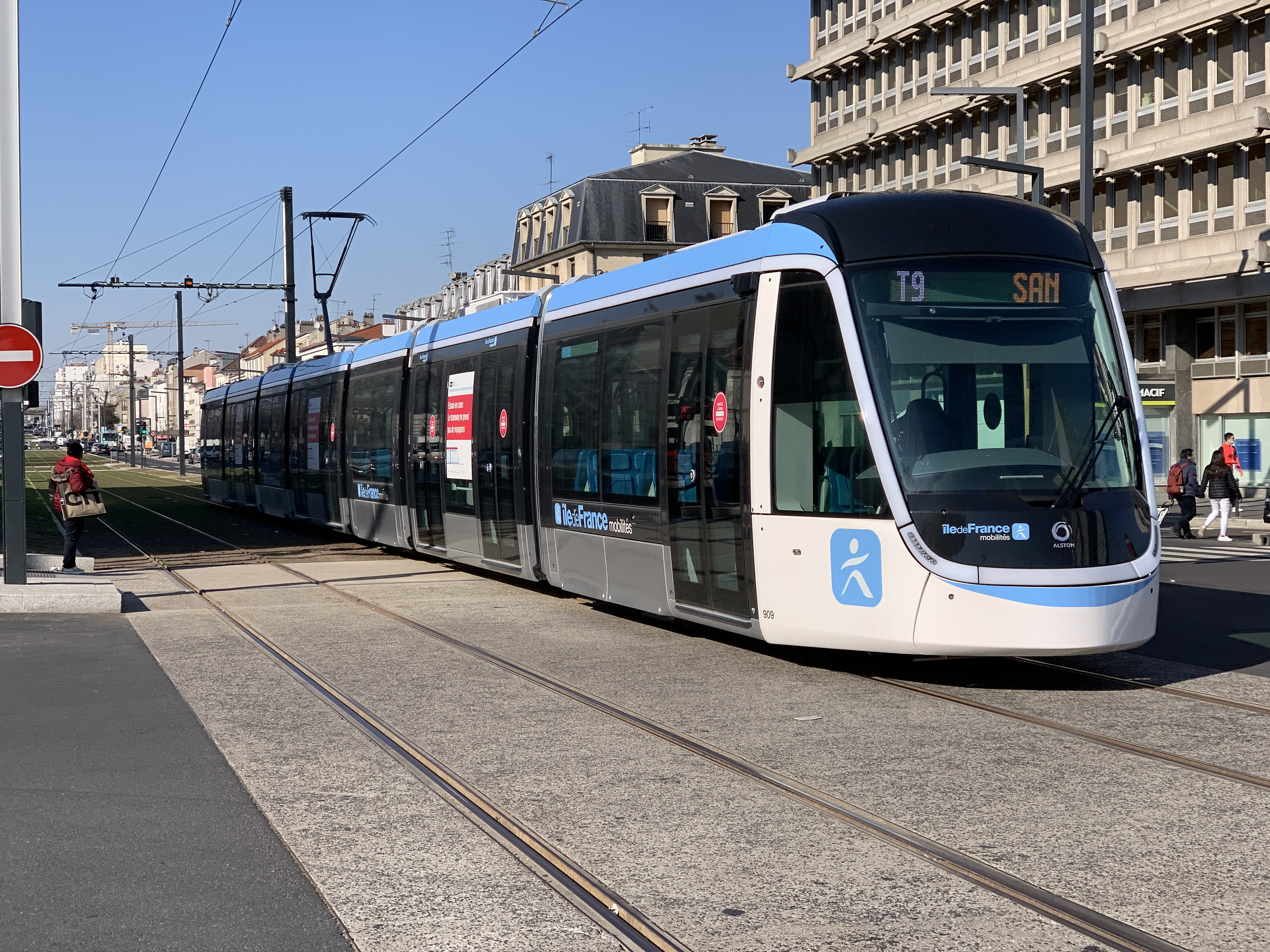
Une rame de la ligne 9 du tramway au niveau de la station Carle - Darthé.

Depuis le 10 avril 2021, la ville est desservie par la ligne 9 du tramway d'Île-de-France (Ligne 9 du tramway d'Île-de-France) sur son l'axe nord-sud de la commune. Quatre stations sont situées sur le territoire de la commune : Verdun - Hoche, Rouget de Lisle, Carle - Darthé et Four - Peary. En plus de ces stations, deux autres sont situées tout près des limites communales : Trois Communes à Thiais et Christophe Colomb à Orly.
Elle est également un carrefour routier important ; trois grands axes routiers desservent la commune :
- N 186 ;
- N 305 ;
- A86, axe autoroutier périphérique.

Les transports en commun routiers y sont aussi bien représentés :
- RATP Tvm 103 182 183 185 393 ;
- Choisybus : service municipal de transport urbain avec des départs toutes les heures ;
- Réseau de bus de Seine Grand Orly : ligne 483 de Choisy-le-Roi (RER C) vers Villeneuve-Saint-Georges (RER D) ;
- en 2024, elle sera un des terminus de la ligne 5 du T Zen.

Enfin, une piste cyclable longeant la Seine relie Choisy-le-Roi à Paris.
Le   passe par la commune sans s'y arrêter depuis la fermeture de la gare de Villeneuve-Prairie remplacée par la gare de Créteil-Pompadour en 2013.

## Urbanisme

### Typologie
Au 1er janvier 2024, Choisy-le-Roi est catégorisée grand centre urbain, selon la nouvelle grille communale de densité à sept niveaux définie par l'Insee en 2022.
Elle appartient à l'unité urbaine de Paris, une agglomération interdépartementale regroupant 407  communes, dont elle est une commune de la banlieue,,. Par ailleurs la commune fait partie de l'aire d'attraction de Paris, dont elle est une commune du pôle principal,. Cette aire regroupe 1 929 communes,.

### Logement
Trois immeubles de grande hauteur se trouvent sur la « dalle » de Choisy-le-Roi : la tour de l'Église, la tour de la Seine et la tour du Parc (respectivement 88, 81 et 68 mètres). La ville compte huit autres immeubles de plus de 50 mètres de hauteur, tous consacrés au logement à l'exception de la tour Orix, bâtiment d'inspiration brutaliste construit au cours des années 1960 qui accueille des bureaux.

### Projets d'aménagement
- 2018 - 2020 : la ville s'engage vers le street art avec la création dans les quartiers de 15 œuvres, les plus symboliques étant les fresques représentant Nelson Mandela ou Louise Michel, ou encore les pylônes RTE du quartier des Hautes-Bornes. Choisy-le-Roi s'inscrit dans la démarche du sentier du street art reliant ainsi la ville à Paris en passant par Vitry-sur-Seine, Ivry-sur-Seine ou Gentilly.

## Toponymie

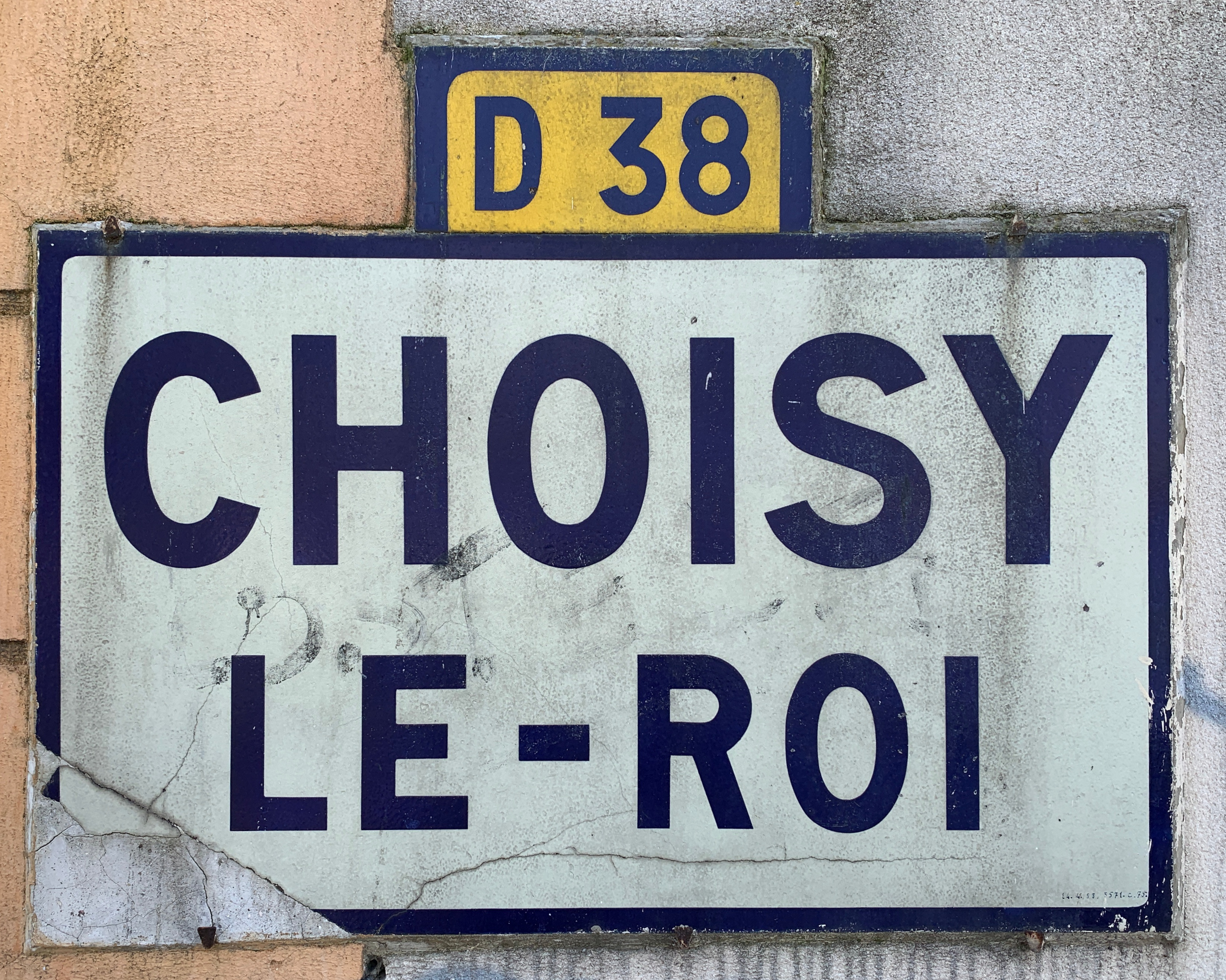
Panneau d'entrée dans la commune.

Le nom Choisy provient vraisemblablement du latin Sosiacum (« terre ou villa de Sosius »).
Aux VIIIe siècle et IXe siècle, Choisy est appelée Cauciacum ou Causiacum.
En 1739, Louis XV choisit ce domaine afin d'y pratiquer la chasse. C'est pour cela que l'on renomme la ville « Choisy-le-Roi », ou en ancien français « Choisy-le-Roy ».

## Histoire
(mars 2023).
Choisy apparaîtrait pour la première fois dans l'histoire lorsque l'armée de César en 52 av. J.-C., conduite par le commandant Labienus, aurait livré bataille sur le territoire actuel de la commune. Son nom viendrait de Sociacum, « villa de Soisus » ou de « Socius ».
Choisy n'est connu que depuis 1176, comme faisant partie de la seigneurie de Thiais, laquelle appartient à l'abbaye de Saint-Germain-des-Prés.
En 1207, Jean, abbé de Saint-Germain-des-Prés, donna aux habitants de Choisy avec l'accord de l’évêque de Paris un fonds de terre pour y bâtir une chapelle, dédiée à saint Nicolas, non sans contrepartie puisque les habitants durent tous les ans un minot (34,3 dm3 à Paris) de froment jusqu'à ce qu'il y ait assez pour monter un fond d'entretien. En 1224, l'édifice fut érigé en paroisse.
L'existence d'un bac sur la Seine est attestée dès la fin du XIIIe siècle.

Sous Louis XI en 1482, les seigneurs de Choisy, avaient droit de haute et basse justice.
En 1678, Anne-Marie-Louise d'Orléans, duchesse de Montpensier, achète une maison et fait construire, en 1682, un château à Choisy dont l'architecture est de Jacques Gabriel et les sculptures d'extérieur d'Étienne Le Hongre. Choisy devient alors Choisy-Mademoiselle. Elle fait reconstruire le chœur de l'église et réparer la nef. Le bourg se situe alors uniquement en bord de Seine. À sa mort, en 1693, le Grand Dauphin, fils de Louis XIV, hérita de cette terre, qu’il échangea avec Madame de Louvois contre la seigneurie et le château de Meudon.
La population se développe tout au long du XVIIIe siècle. En 1738, une liaison fluviale Paris-Moret, autorisée par Michel-Étienne Turgot, prévôt des marchands de Paris, dessert Choisy deux fois par semaine.
Le château appartient alors à la princesse douairière de Conti, fille légitimée de Louis XIV et de la duchesse de La Vallière. Peut-être en hommage à la princesse son élève, François Couperin cite Choisy dans une page pour deux clavecins de son Troisième Livre (1722), une musette tendre et champêtre.
En 1739, à la mort de la princesse, Louis XV fait l'acquisition du château pour disposer d'une résidence à proximité de la forêt de Sénart où il va chasser et décide que le village sera nommé désormais Choisy-le-Roi. La paroisse tire un gros avantage de la présence du roi, qui fait agrandir l'ancien château et le prolonge par des constructions neuves. Madame de Pompadour y est installée en 1746 : les fêtes s'y multiplient. Ainsi, le roi Louis XV, avec la participation de la marquise de Pompadour, y organise à partir de 1750 des soupers fins où seuls les intimes du roi, et quelques courtisans, sont invités à partager un repas respectant un service à la française : poissons de mer et de rivière, gibiers à plume et à poil, blanquette de veau, bœuf, légumes verts, fruits, glaces y sont servis avec profusion et délicatesse dans la porcelaine de Sèvres créée sous l'impulsion de la marquise de Pompadour. Une partie des menus de ces repas gastronomiques a été conservée par la Bibliothèque nationale de France, et étudiée par des historiens de l'alimentation. De 1775 à 1780, Marie-Antoinette y organise des amusements de toutes sortes.
Pour remplacer le vieux village partiellement englobé dans ces transformations, et pour faire de Choisy une véritable résidence royale, un nouveau village est projeté dès 1746. Dessiné sur une trame orthogonale, il est situé entre le chemin de Paris (devenu depuis rue de Vitry) et l'avenue de Paris. Les terrains, de grandeur raisonnable, et les moellons de meulière sont donnés aux habitants par Louis XV, en priorité aux habitants du vieux bourg ainsi qu'à ceux liés au domaine royal par leur fonction. Les actuelles rues Louise-Michel, Georges-Clemenceau, Auguste-Franchot et Auguste-Blanqui datent de cette époque.
Une nouvelle église paroissiale et royale, dédiée à saint Louis et saint Nicolas, est élevée de 1748 à 1760. Son clocher est moins élevé que le comble, à cause de l'aversion que Louis XV avait pour le son des cloches. La vieille église est démolie en 1759.
De 1748 à 1757 est percée la route royale de Versailles qui permet en faisant des fouilles d'y trouver des tombeaux antiques.
En 1750, la route de Choisy à Paris est pavée et le pont sur la Seine est construit. Le presbytère est construit de 1763 à 1766.
Louis XV confirme sa présence à Choisy par l'acquisition en 1764 de la seigneurie de Thiais, Choisy et Grignon en partie, qu'il sépare en deux pour revendre celle de Thiais et Grignon. Peu à peu le champ des Étendoirs, situé au nord de l'avenue de Versailles, est également construit. Le port joue un rôle de relais entre le Sud du Bassin parisien et Versailles. Un marché hebdomadaire est instauré. Hormis les activités liées à la présence royale, l'agriculture est l'activité principale. La population s'accroît régulièrement depuis le début du XVIIIe siècle.
La Révolution a la même intensité à Choisy qu'à Paris, le maire de la ville entretenant des liens étroits avec Robespierre. Danton séjourne à Choisy tout comme Rouget de Lisle, l'auteur de La Marseillaise. Choisy-le-Roi porte le nom révolutionnaire de Choisy-sur-Seine et le domaine royal, dont il ne reste aujourd'hui que l'entrée, est vendu comme bien national et tombe doucement en ruine.
De 1790 à 1795 Choisy était un canton du district de Bourg-de-l'Égalité (Bourg-la-Reine).
À partir de 1809, le pont de Navier remplace enfin le bac. Au XIXe siècle, Choisy-le-Roi connaît un essor industriel avec l'implantation de la faïencerie Boulenger, de la tuilerie et de la cristallerie.

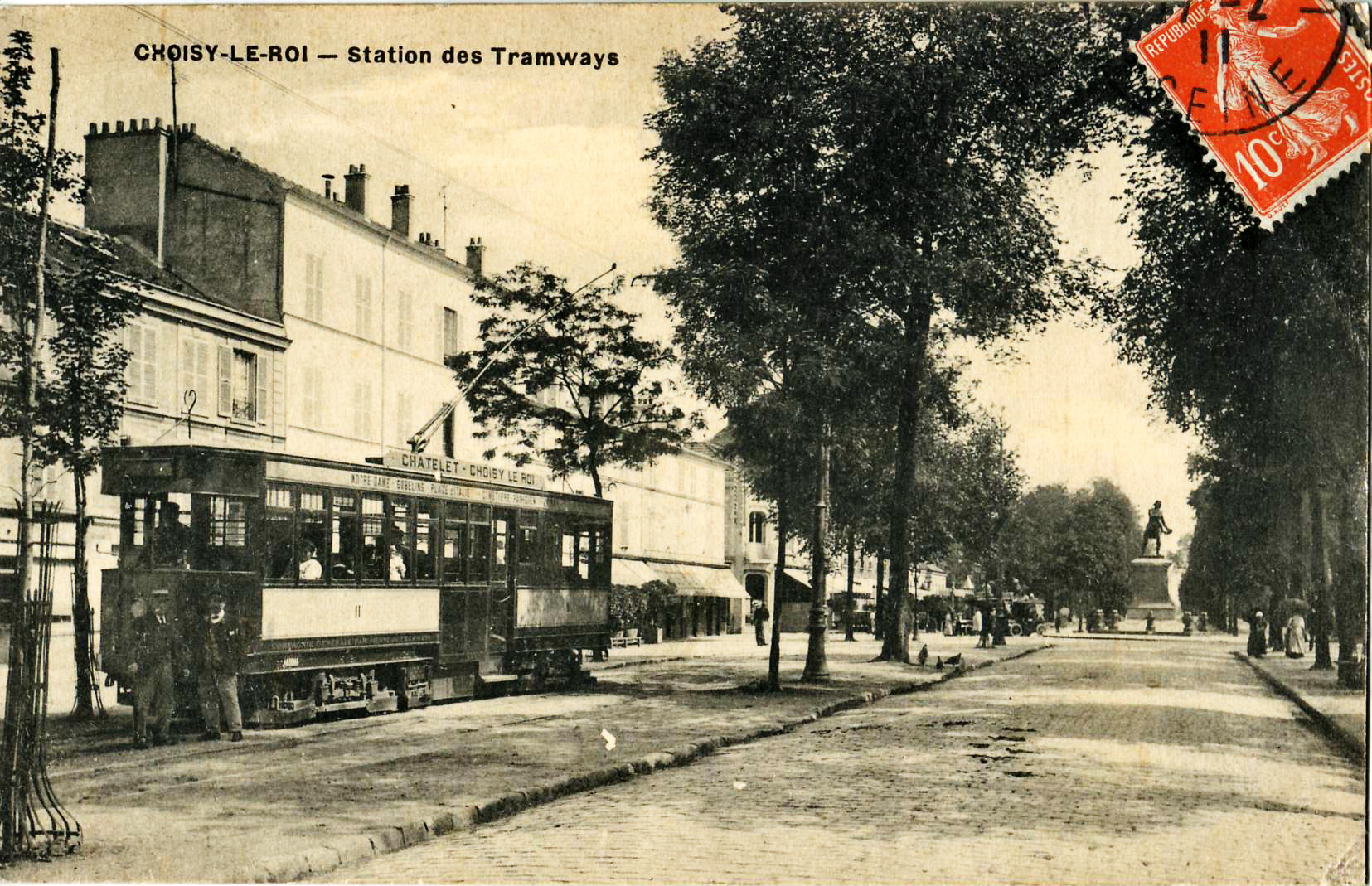
La CGPT met en service en 1876 sa ligne 4 Villejuif - Paris, qui deviendra la ligne 3 (Châtelet – Pont au Double – R. Monge – Av. des Gobelins – Pl. d’Italie – Av. de Choisy – Porte de Choisy – Choisy-le-Roi), puis sera intégrée en 1921 dans le réseau de la STCRP sous le no 83 (Thiais - Choisy-le-Roi - Châtelet) jusqu'en 1933.

Un service d'omnibus en 1829 et une ligne de tramways en 1892 relient Choisy à Paris. 1840 voit l'arrivée du train à Choisy-le-Roi avec l'inauguration de la ligne Paris-Corbeil qui sera l'amorce de la ligne Paris-Orléans.
La ville subit de gros dégâts lors des combats franco-prussiens dans une tentative de libération de Paris le 30 septembre 1870.
La municipalité, en expansion, achète en 1903 la maison de M. Lagoutte construite sous Napoléon III dans l'ancienne grande avant-cour du château. Le reste du parc est loti avec construction des écoles en 1910. Le lotissement du Nid Rouge s'étend à l'ouest de l'avenue de la République.
En 1912, Choisy-le-Roi revient sous les feux de l'actualité avec la fin tragique du chef de bande anarchiste Jules Bonnot.
De 1968 à 1973, Choisy-le-Roi accueille la délégation vietnamienne pour les négociations de Paris, originellement prévues pour quatre mois, dans le bâtiment, avenue de Versailles, qui était à cette époque le siège de l'école centrale du Parti communiste français et l'ancienne résidence de Maurice Thorez et de Jeannette Vermeersch.

## Politique et administration

### Rattachements administratifs et électoraux
Antérieurement à la loi du 10 juillet 1964, la commune faisait partie du département de la Seine. La réorganisation de la région parisienne en 1964 fit que la commune appartient désormais au département du Val-de-Marne et à son arrondissement de Créteil après un transfert administratif effectif au 1er janvier 1968.
Elle faisait partie de 1801 à 1893 du canton de Villejuif, année où elle intègre le canton d'Ivry-sur-Seine du département de la Seine. Lors de la mise en place du Val-de-Marne, elle devient en 1967 le chef-lieu du canton de Choisy-le-Roi. Dans le cadre du redécoupage cantonal de 2014 en France, ce canton, dont la commune est désormais le bureau centralisateur, est modifié en intégrant une fraction de Villeneuve-Saint-Georges.

### Intercommunalité
La ville faisait partie de l'association Seine-Amont développement depuis sa création en 2001 jusqu'à sa dissolution en 2014, aux côtés des communes d'Alfortville, Ivry-sur-Seine, Vitry-sur-Seine et Orly.
La ville intègre en 2013 la communauté d'agglomération Seine Amont (CASA) aux côtés des communes de Vitry-sur-Seine et d'Ivry-sur-Seine, cette intercommunalité regroupant ainsi plus de 170 000 habitants.
Dans le cadre de la mise en œuvre de la volonté gouvernementale de favoriser le développement du centre de l'agglomération parisienne comme pôle mondial est créée, le 1er janvier 2016, la métropole du Grand Paris (MGP), dont la commune est membre.
La loi portant nouvelle organisation territoriale de la République du 7 août 2015 prévoit également la création de nouvelles structures administratives regroupant les communes membres de la métropole, constituées d'ensembles de plus de 300 000 habitants, et dotées de nombreuses compétences, les établissements publics territoriaux (EPT).
La commune a donc également été intégrée le 1er janvier 2016 à l'établissement public territorial Grand-Orly Seine Bièvre, qui succède notamment  à la communauté d'agglomération Seine Amont.

### Tendances politiques et résultats
Lors du second tour des  élections municipales de 2014, la liste PCF-PS-EELV menée par Didier Guillaume — qui bénéficiait de la fusion avec la liste EELV de Ali Id Elouali et du soutien du maire sortant, qui ne se représentait pas  — obtient la majorité des suffrages exprimés, avec 5 149 voix, 47,79 %, 32 conseillers municipaux élus dont 9 conseillers communautaires) ;

- Tonino Panetta  (UMP-UDI, 4 910 voix, 10 conseillers municipaux élus dont 3 communautaires) ;

- Monique Baron  (DVD, 714 voix, 6,62 %, 1 conseiller municipal élu)

lors d'un scrutin où 44,37 % des électeurs se sont abstenus.
Lors du second tour des élections municipales de 2020, la liste DVD-SL menée par Tonino Panetta (LR) remporte la majorité absolue des suffrages exprimés, avec 4 531 voix (55,31 %, 34 conseillers municipaux élus, dont 1 métropolitain), devançant largement les listes menées respectivement par, : 

- Didier Guillaume, maire sortant (PCF-PS, 3 074 voix, 8 conseillers municipaux élus) ;

- Nathalie Lemoine (LREM-MR, 587 voix, 1 conseiller municipal élu) ;

lors d'un scrutin marqué par la pandémie de Covid-19 en France où 60 % des électeurs se sont abstenus, marquant la fin de la direction du PCF sur la ville depuis 75 ans.

### Liste des maires
Depuis la Libération, dix maires se sont succédé à la tête de la commune.
| Période        | Période                    | Identité         | Étiquette | Qualité |
| -------------- | -------------------------- | ---------------- | --------- | --- |
| septembre 1944 | mai 1945                   | Georges Léger    | MRP       | Médecin, résistant OCM Président du Comité local de libération                                                                                                |
| mai 1945       | octobre 1947               | Alfred Lebidon   | PCF       | Ouvrier du livre, syndicaliste Conseiller général de la Seine (1945 → 1953)                                                                                   |
| octobre 1947   | juin 1948                  | Louis Lantheaume | SFIO      | Chef de service au ministère de la Guerre Démissionnaire |
| juin 1948      | novembre 1955              | Marcel David     | SFIO      | Ancien agent technique des PTT Décédé en fonction |
| décembre 1955  | mars 1959                  | Henri Sergent    | SFIO      | Ancien militaire |
| mars 1959      | octobre 1979               | Fernand Dupuy    | PCF       | Instituteur, résistant FTPF Député de la Seine (1962 → 1967) Député du Val-de-Marne (1967 → 1978) Conseiller général de la Seine (1953 → 1967) Démissionnaire |
| octobre 1979   | juillet 1996               | Louis Luc        | PCF       | Journaliste parlementaire, résistant Premier adjoint (1971 → 1979) Décédé en fonction                                                                         |
| août 1996      | avril 2014                 | Daniel Davisse,  | PCF       | Chef de cabinet du ministre des Transports (1981 → 1984) Conseiller général de Choisy-le-Roi (2004 → 2011) Vice-président du conseil général (2004 → 2011)    |
| avril 2014     | juillet 2020               | Didier Guillaume | PCF       | Responsable formation Conseiller général puis départemental de Choisy-le-Roi (2011 → 2021)                                                                    |
| juillet 2020   | En cours (au 28 juin 2020) | Tonino Panetta   | LR        | Chef d'entreprise Conseiller départemental de Choisy-le-Roi (2021 → ) Vice-président du conseil départemental (2021 → )                                       |

### Politique de développement durable
La commune a engagé une politique de développement durable en lançant une démarche d'Agenda 21 en 2010.

### Distinctions et labels
En 2020, la commune de Choisy-le-Roi a été récompensée par le label « Ville Internet @@@@ ».

### Jumelages
- Dong Da (Vietnam) depuis 1973
- Hennigsdorf (Allemagne) depuis 1968
- Lugo (Italie) depuis 1968
- Tirnova (Roumanie) depuis 1998

## Population et société

### Démographie
L'évolution du nombre d'habitants est connue à travers les recensements de la population effectués dans la commune depuis 1793. Pour les communes de plus de 10 000 habitants les recensements ont lieu chaque année à la suite d'une enquête par sondage auprès d'un échantillon d'adresses représentant 8 % de leurs logements, contrairement aux autres communes qui ont un recensement réel tous les cinq ans,.

En 2022, la commune comptait 46 122 habitants, en évolution de +3,76 % par rapport à 2016 (Val-de-Marne : +3 %, France hors Mayotte : +2,11 %).
| 1793  | 1800 | 1806  | 1821  | 1831  | 1836  | 1841  | 1846  | 1851  |
| ----- | ---- | ----- | ----- | ----- | ----- | ----- | ----- | ----- |
| 1 150 | 990  | 1 383 | 1 320 | 3 055 | 3 110 | 3 119 | 3 612 | 3 271 |

| 1856  | 1861  | 1866  | 1872  | 1876  | 1881  | 1886  | 1891  | 1896  |
| ----- | ----- | ----- | ----- | ----- | ----- | ----- | ----- | ----- |
| 3 907 | 4 648 | 5 172 | 5 099 | 5 821 | 6 978 | 7 853 | 8 449 | 9 909 |

| 1901   | 1906   | 1911   | 1921   | 1926   | 1931   | 1936   | 1946   | 1954   |
| ------ | ------ | ------ | ------ | ------ | ------ | ------ | ------ | ------ |
| 11 607 | 13 067 | 15 908 | 20 309 | 23 634 | 27 584 | 28 476 | 27 333 | 31 789 |

| 1962   | 1968   | 1975   | 1982   | 1990   | 1999   | 2006   | 2011   | 2016   |
| ------ | ------ | ------ | ------ | ------ | ------ | ------ | ------ | ------ |
| 41 522 | 41 440 | 38 705 | 35 476 | 34 068 | 34 336 | 36 198 | 41 355 | 44 450 |

| 2021   | 2022   | - | - | - | - | - | - | - |
| ------ | ------ | - | - | - | - | - | - | - |
| 46 129 | 46 122 | - | - | - | - | - | - | - |

### Enseignement

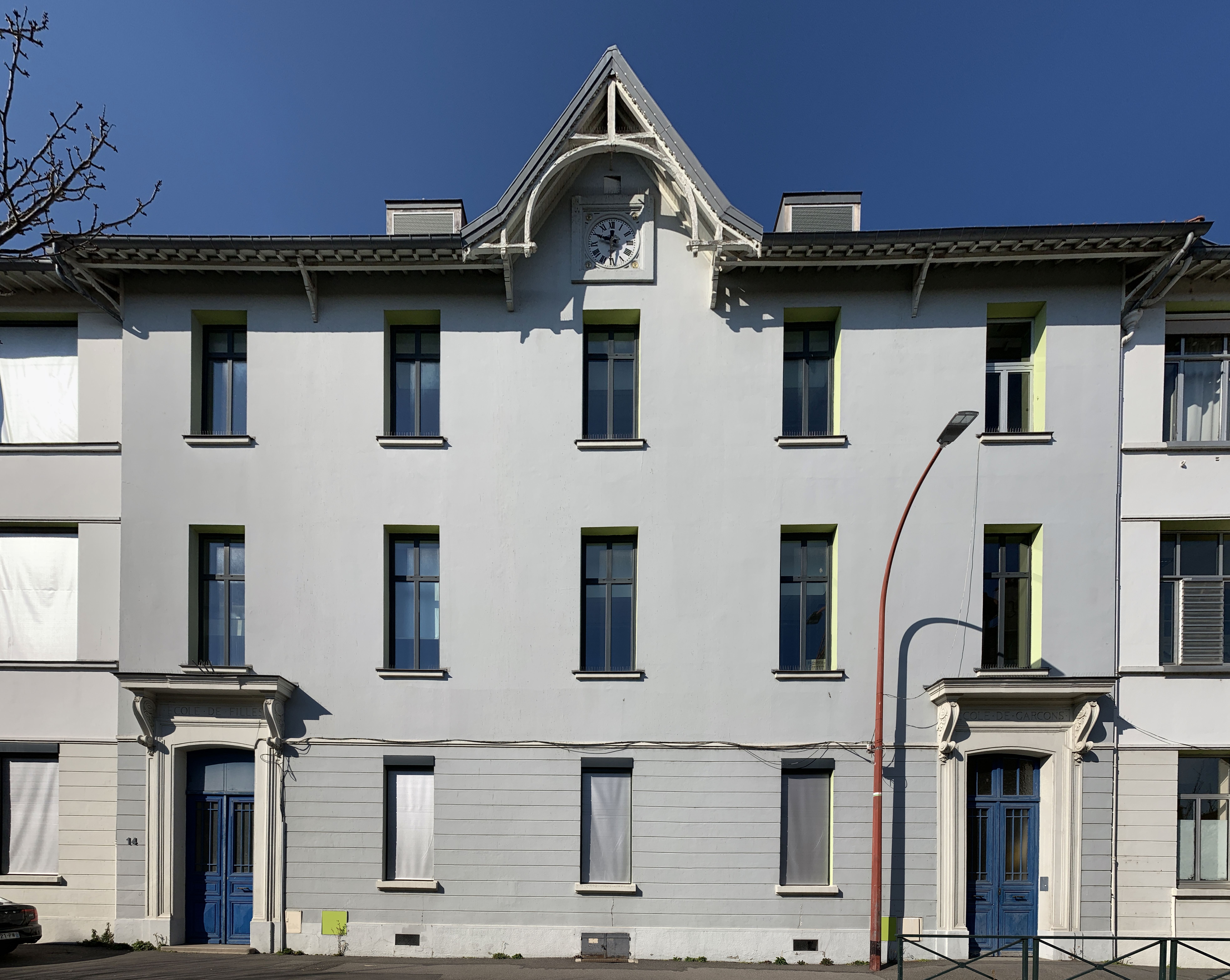
École du Parc.

- École élémentaire Frédéric Joliot-Curie
- École Paul-Langevin
- Collège Henri-Matisse
- École-collège-lycée Saint-André
- École Marcel-Cachin
- École Saint-Louis-Blaise-Pascal
- École Nelson-Mandela
- École Victor-Hugo
- Collège Jules-Vallès
- Collège Émile-Zola
- Lycée professionnel Jean-Macé
- Lycée professionnel Jacques-Brel
- École Jean-Macé
- École Auguste-Blanqui
- École du Parc

### Culture
- Théâtre-cinéma Paul-Éluard ;
- Conservatoire des Arts regroupant les écoles de musique, de danse et d'arts plastiques ;
- Ensemble polyphonique de Choisy-le-Roi ;
- Compagnie La Rumeur, Usine Hollander ;
- Médiathèques : Aragon, Gondoles, Maison pour tous.

### Sports
La ville de Choisy-le-Roi est une ville historiquement tournée vers le sport, possédant de nombreuses infrastructures et disposant du parc interdépartemental des sports sur son territoire. Elle ne compte pas moins de 39 clubs et 28 disciplines sportives y sont pratiquées (football, tir, aviron…).[réf. nécessaire] Ces disciplines rassemblent près de 6 000 licenciés soit un habitant sur six.
Parmi ces clubs ou associations sportives se trouvent :
- Aviron Club 94 ;
- Sporting club des nageurs de Choisy-le-Roi (water-polo et natation) ;
- AS Choisy-le-Roi ;
- Quartier libre ;
- Sporting club de Choisy-le-Roi (SCCR). Ce club dispose de plusieurs sections : handball, basket-ball, football (FSGT), badminton, tennis de table ;
- Déclic (association du quartier des navigateurs) ;
- Groupement amical des tireurs de Choisy-le-Roi, Thiais et environs (GAT) - Tir sportif 10, 25 et 50 mètres ;
- Football Américain.

De plus, le siège de la Fédération française de volley-ball se trouve à Choisy-le-Roi.

### Cultes
- Catholique (diocèse de Créteil) :

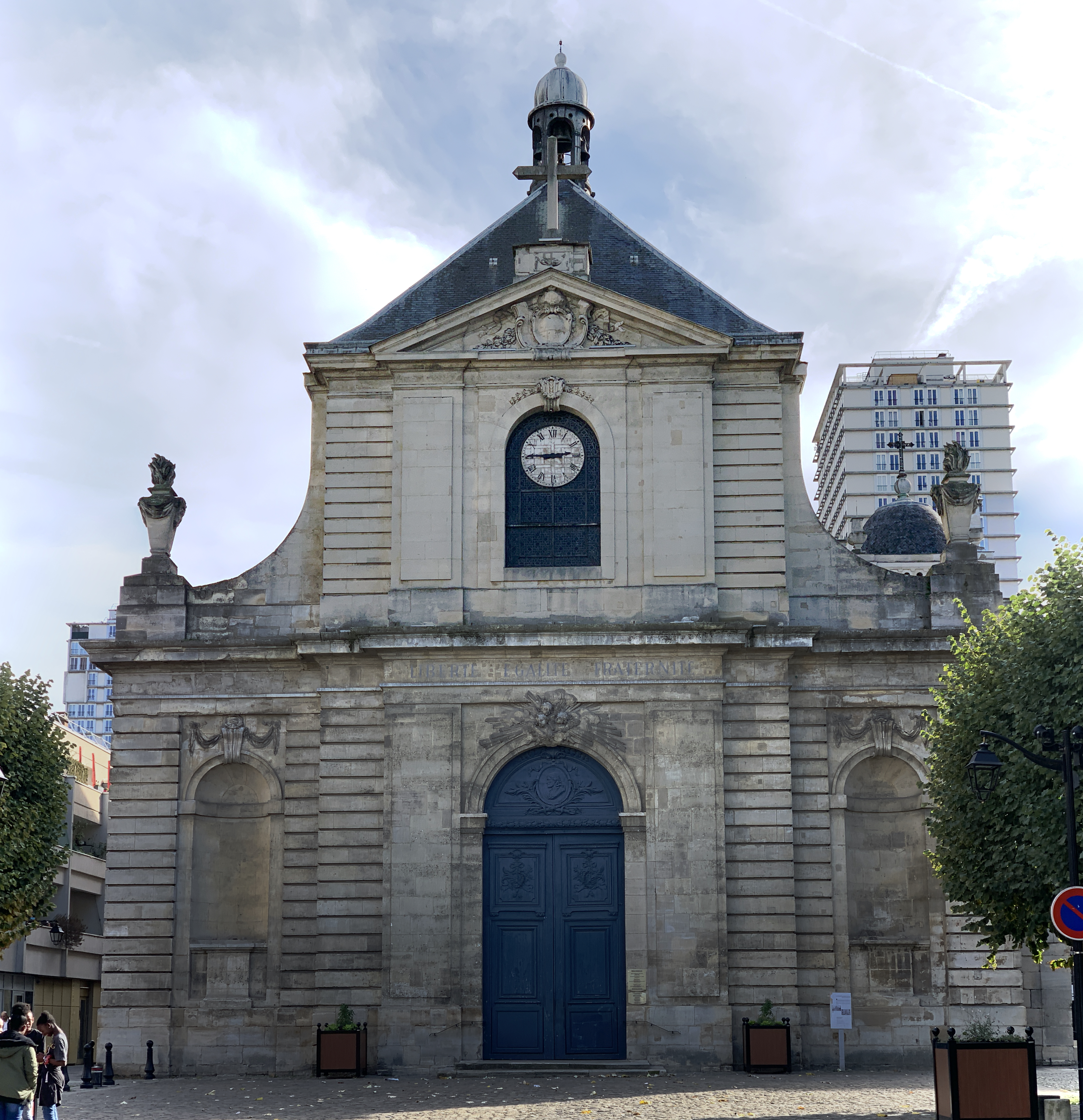
L'ancienne cathédrale Saint-Louis-Saint-Nicolas, au cœur de la vieille ville.

  - Ancienne cathédrale Saint-Louis-Saint-Nicolas,
  - Église Saint-Martin, confiée aux oblats de Marie-Immaculée (la paroisse couvre aussi une partie d'Orly),
  - Église Saint-Esprit (dite chapelle des Gondoles),
  - Chapelle Notre-Dame-de-Lourdes ;
- Protestant :
  - Temple réformé,
  - Église évangélique ;
- Musulman :
  - Mosquée Tawhid,
  - Plusieurs salles de prière ;
- Juif :
  - Synagogue de Choisy, Orly et Thiais ;
- Témoins de Jéhovah :
  - Salle du royaume.

## Culture locale et patrimoine

### Lieux et monuments
- Cathédrale Saint-Louis-et-Saint-Nicolas : construite par Gabriel sur ordre de Louis XV pour remplacer l'ancienne église, trop petite et trop proche de la Seine. La nouvelle église devait être le centre du nouveau village projeté dès 1746. En 1748, Gabriel donne deux projets : le premier avec un ordre toscan à l'intérieur et à l'extérieur, le second, qui fut réalisé, sans cet ordre. L'absence d'ordre fait l'originalité de cette église, où la monumentalité sobre est atteinte par le travail des surfaces. La tour clocher est détachée à droite de la nef et ne comporte que deux niveaux (alors que le premier projet en avait prévu trois). De ce fait, les cloches, très basses, ne portent pas très loin, ce dont les villageois se plaignirent au XVIIIe siècle. L'anecdote selon laquelle Louis XV aurait interdit l'usage des cloches est sans fondement (seul le glas était prohibé lors des séjours royaux). L'intérieur de l'église abrite deux statues de Jacques Rousseau représentant saint Louis et saint Maurice (1729). Le cul-de-four et les chapelles latérales sont décorées de peintures de Jacques Pauthe (1878). Elle fut l'église cathédrale du diocèse de Créteil de 1966 à 1987, date à laquelle Notre-Dame de Créteil devint la nouvelle cathédrale ;
- Du château de Choisy ne subsiste que l'entrée (saut-de-loup, fossé sec et deux pavillons de gardiens), qui a servi à la mise en scène[Quoi ?] de la mairie, dans un parc paysager de style Napoléon III, ainsi qu'une aile de communs (cité Anatole-France) ;
- Maison des Pages (13, boulevard des Alliés) : construite en 1792 pour François Courrejoles, remarquable par sa façade ornée d'un ordre colossal ;
- Pavillon des Gardes ;
- Maison et statue de Rouget de Lisle. Son monument a été inauguré le dimanche 6 juillet 1902 par Justin Germain Casimir de Selves ;
- Ancienne gare : un des rares exemples conservés des gares de la compagnie des Chemins de fer d'Orléans, décorée de céramiques de Choisy-le-Roi (1875) ;
- Bords de Seine ;
- Ferme pédagogique présentant de nombreux animaux et un parc de jeux pour enfants au quartier des Gondoles ;
- Cimetière de Choisy-le-Roi, ouvert en 1851.

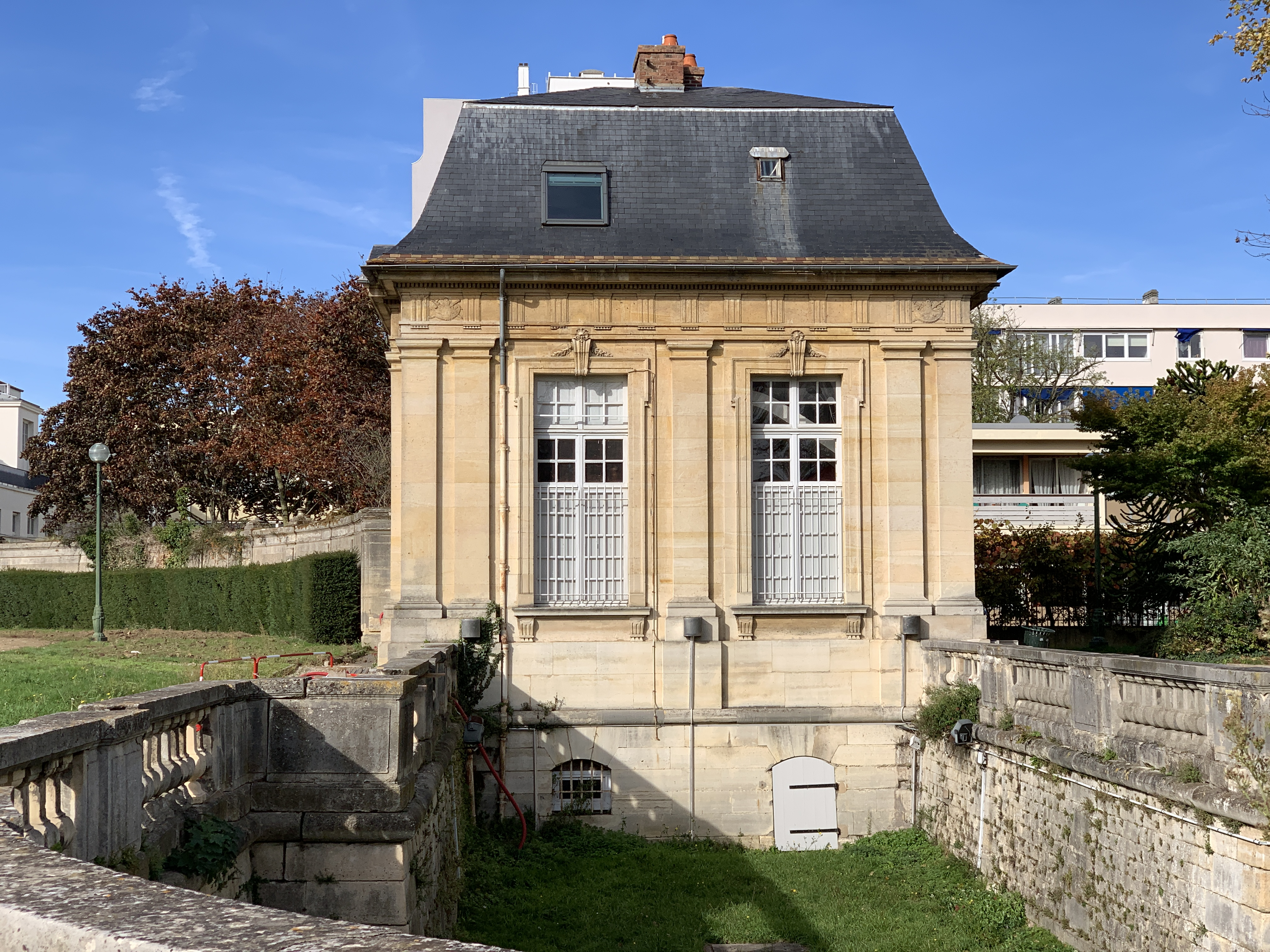
Pavillon de l'ancien château.
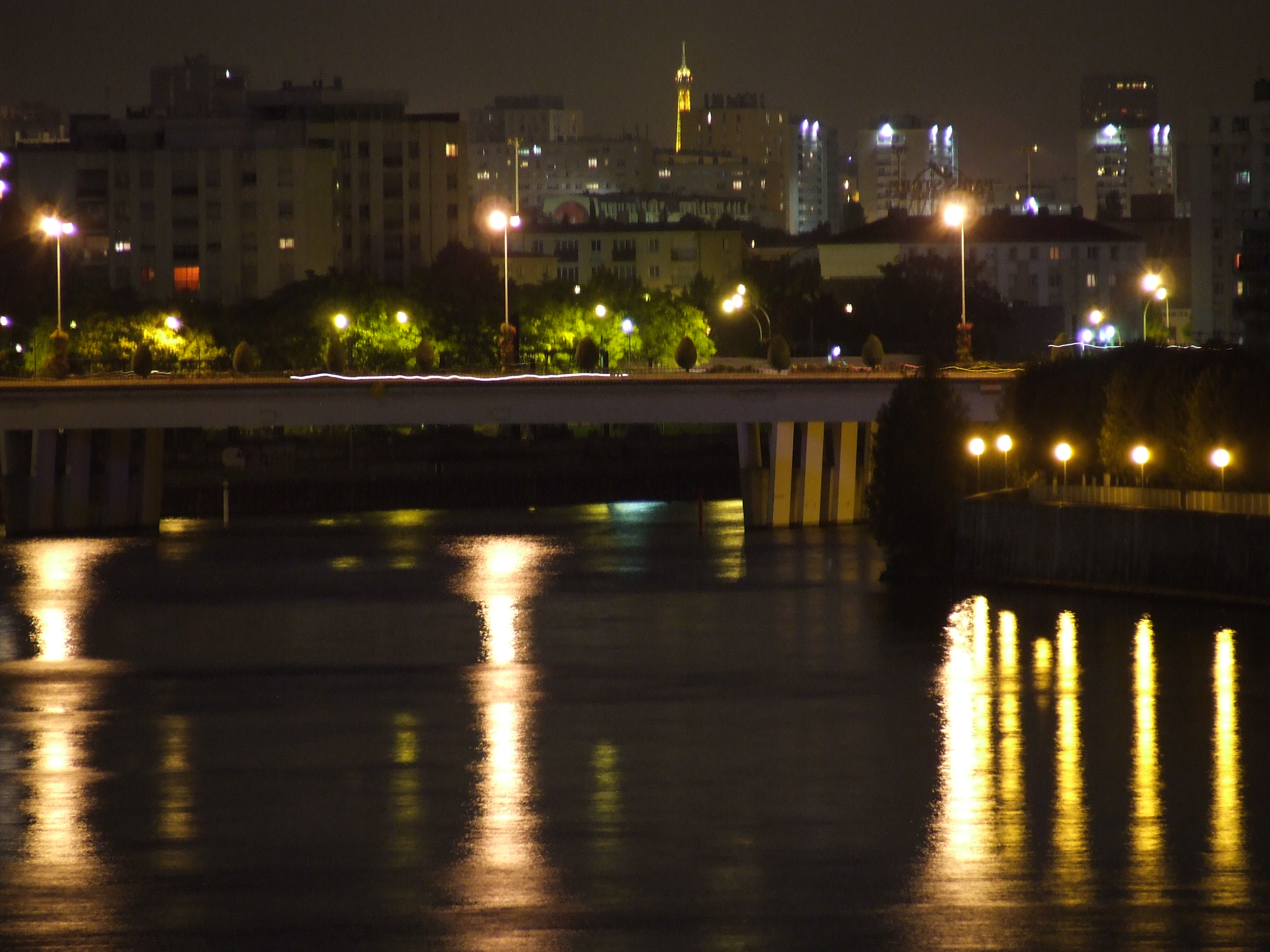
Pont de Choisy-le-Roi la nuit (vue sur la tour Eiffel et la tour Montparnasse).
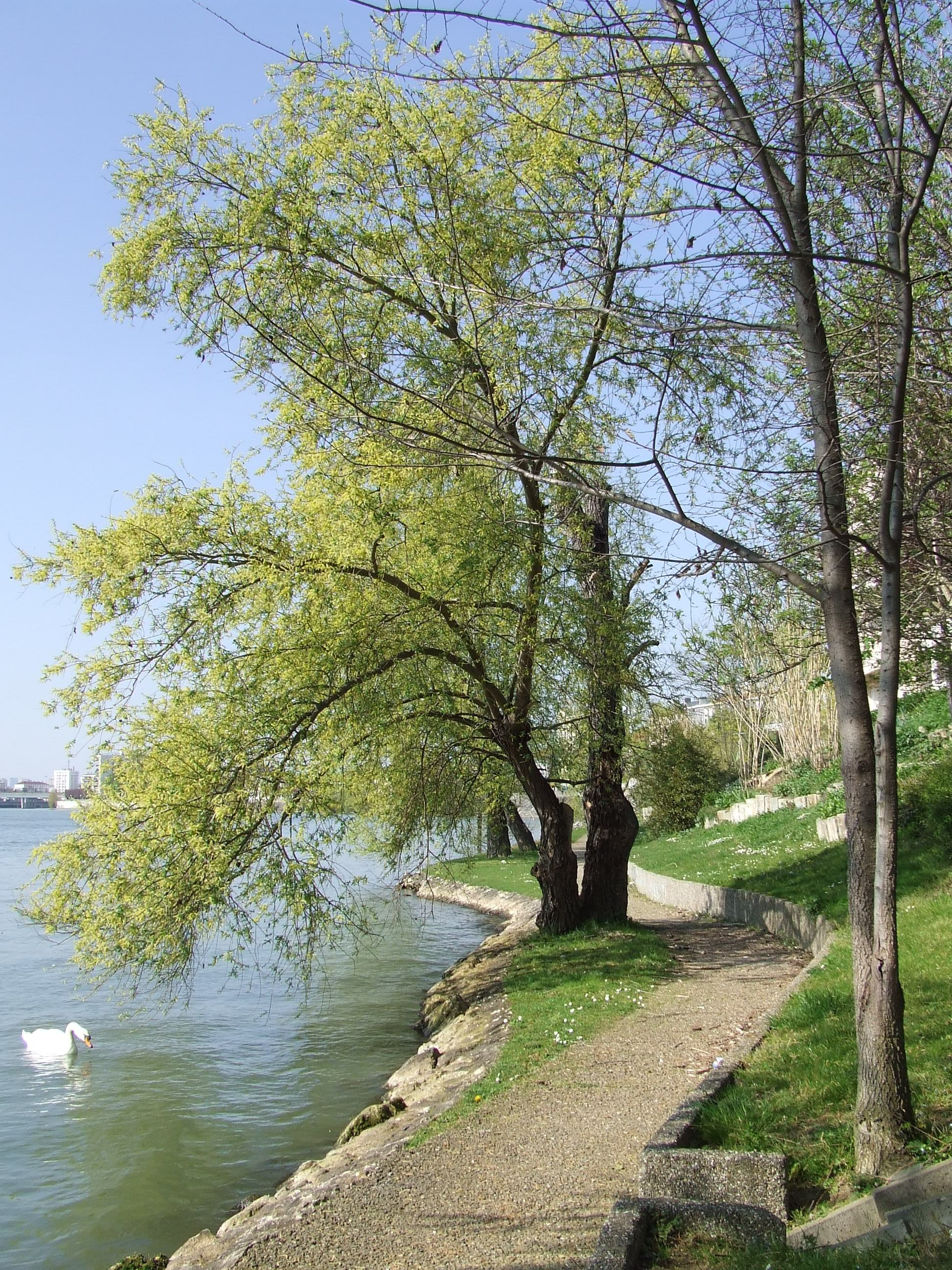
Quai des Gondoles de Choisy-le-Roi.
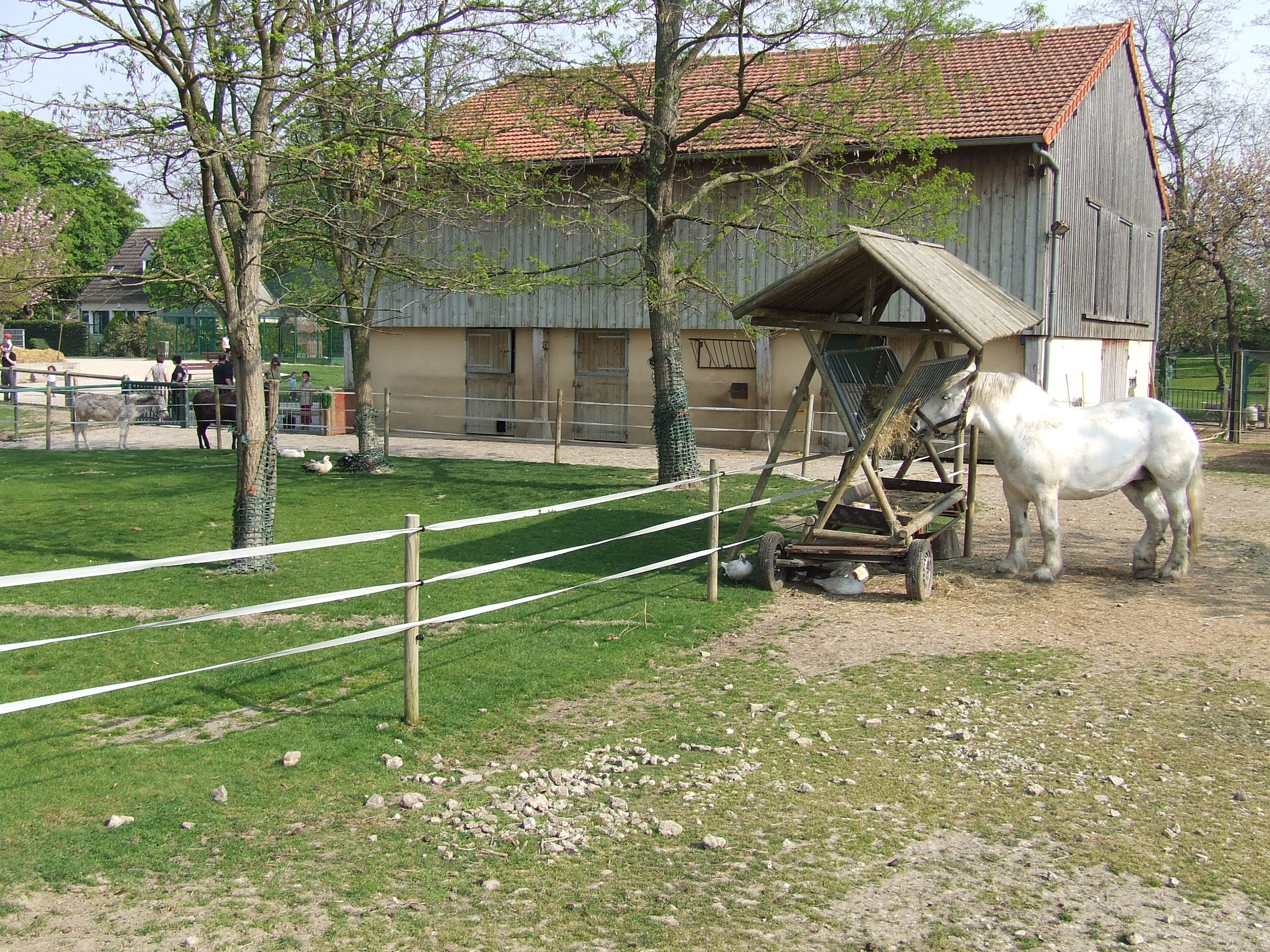
Ferme du parc des Gondoles de Choisy-le-Roi.

### Patrimoine naturel
- Parc interdépartemental des sports ;
- Parc des Gondoles ;
- Parc de la Mairie ;
- Parc Maurice-Thorez.

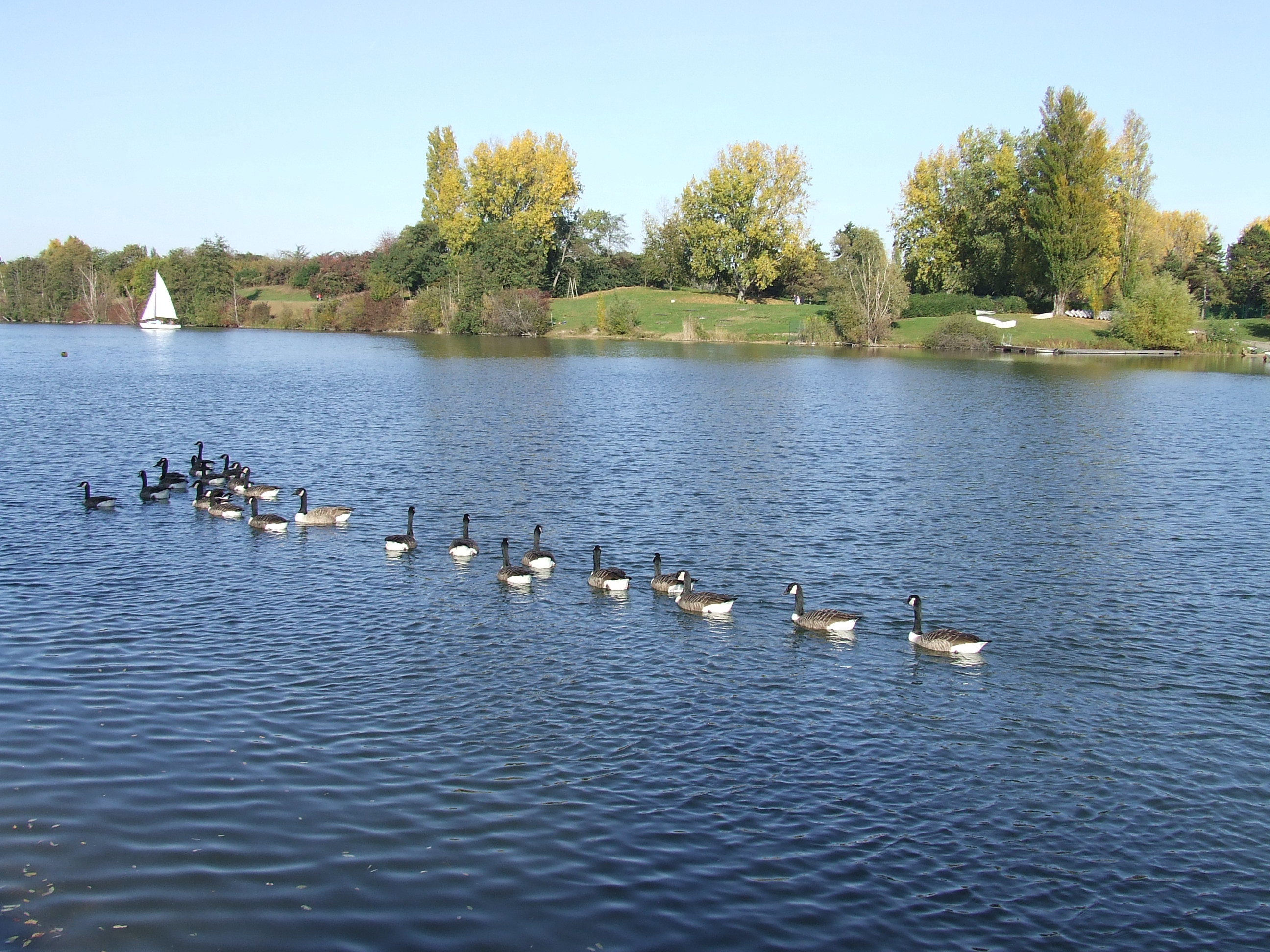
Parc interdépartemental des sports.
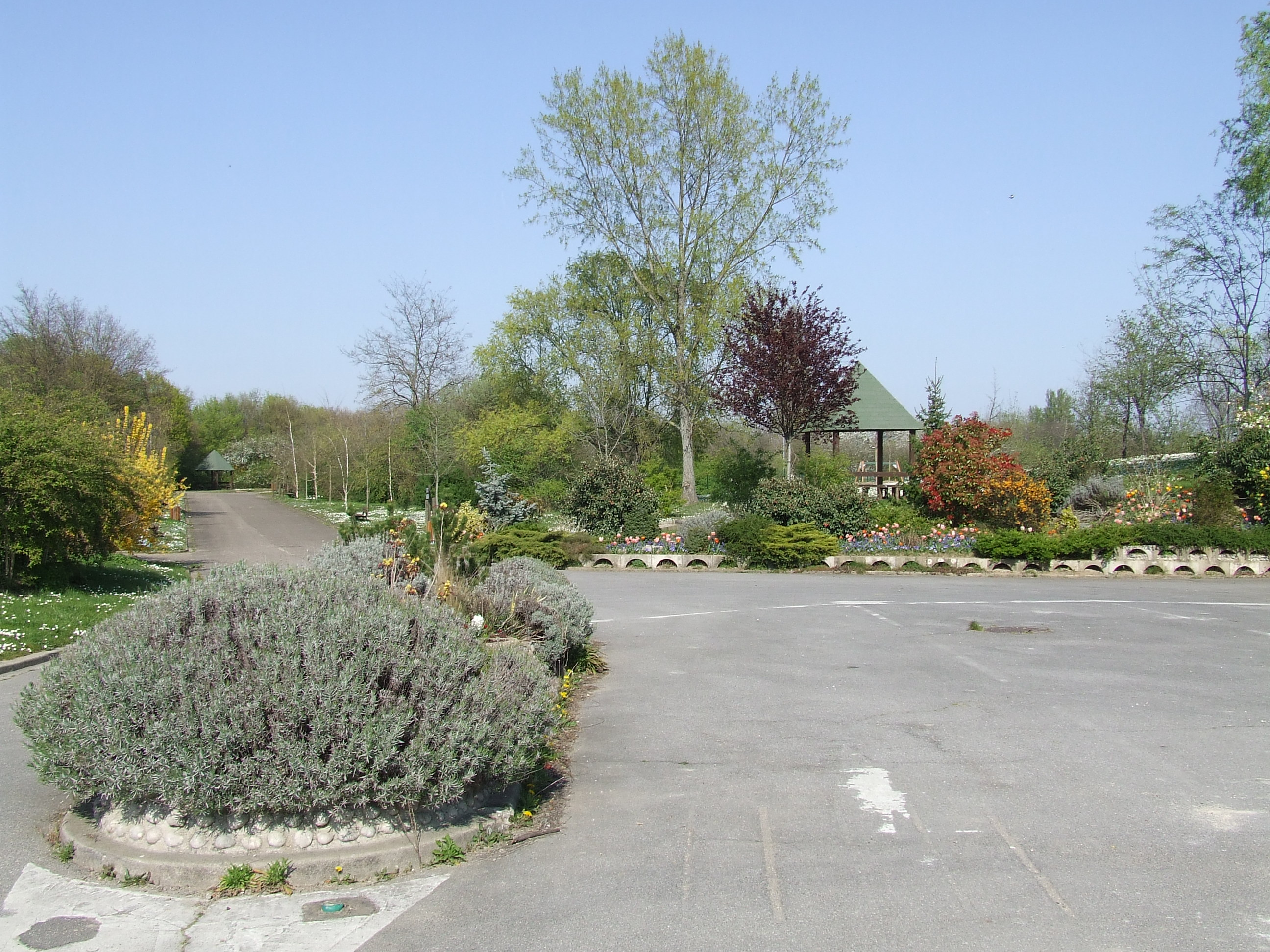
Parc des Gondoles de Choisy-le-Roi.
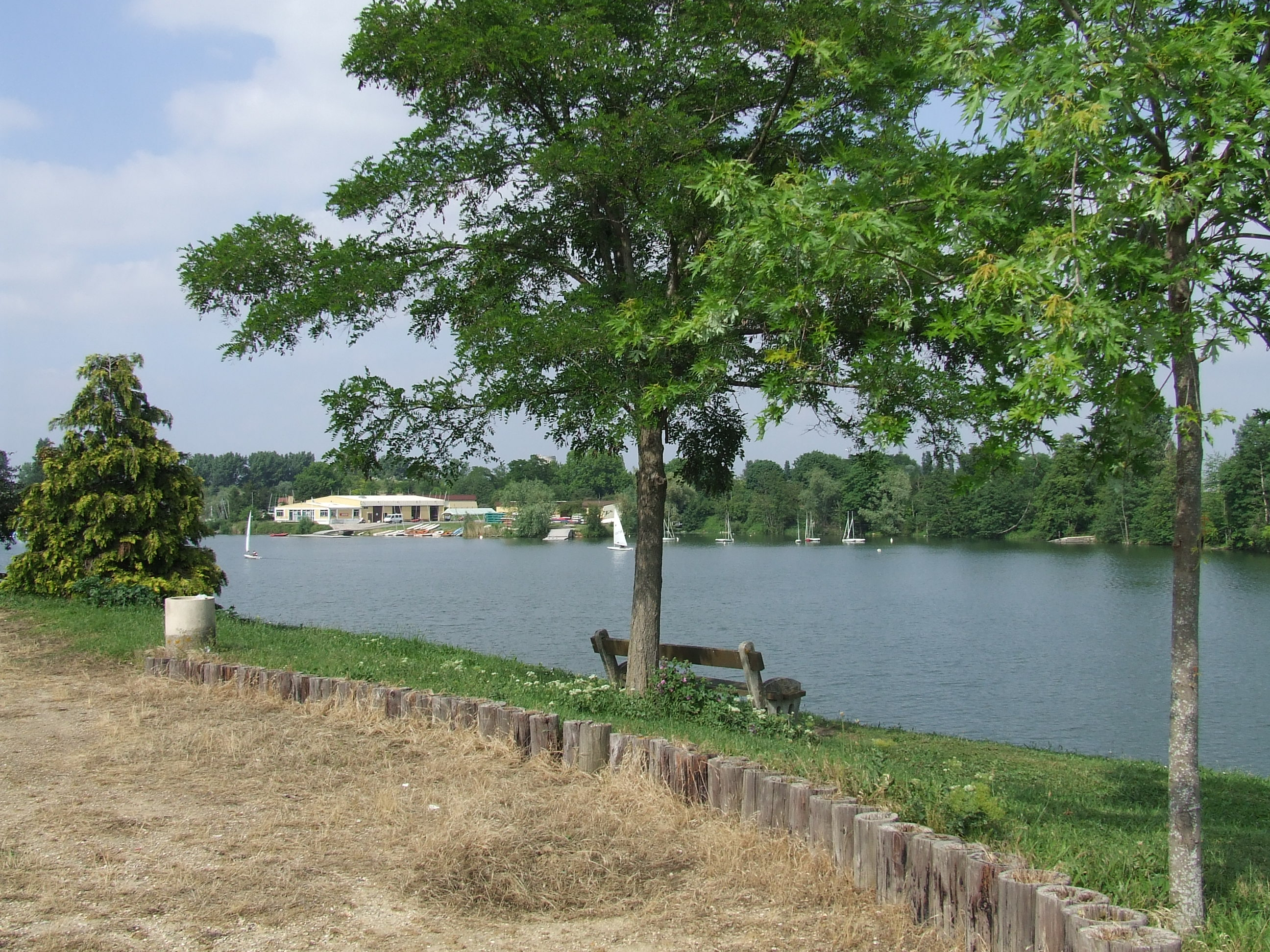
Parc interdépartemental des sports base nautique.

### Personnalités liées à la commune

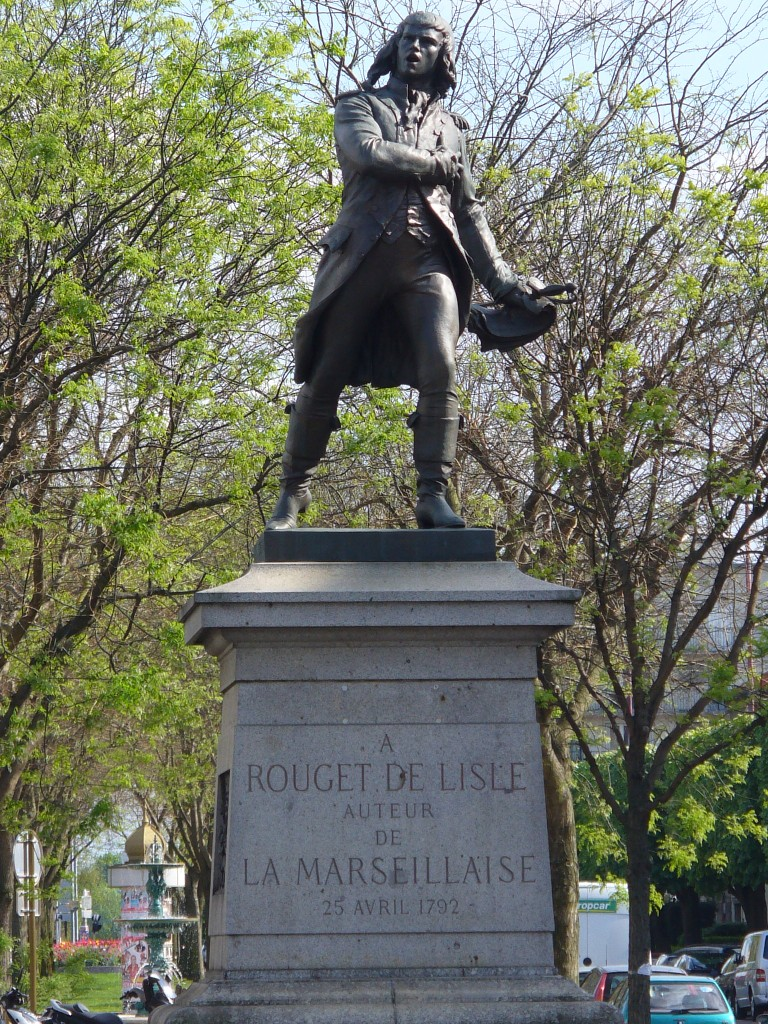
La statue de Rouget de Lisle.

- Jacques Dutruy (1762-1836 à Choisy-le-Roi), général suisse, né à Genève, général des armées de la République et de l'Empire.
- Rouget de Lisle a vécu à Choisy-le-Roi et y est mort le 26 juin 1836.
- André-Joseph Bodem (1786-1870), artiste peintre, a vécu à Choisy-le-Roi et y est mort le 16 juillet 1870.
- Pierre Genty de Bussy (1793-1867), homme politique né à Choisy-le-Roi, député du Morbihan de 1844 à 1848.
- Charles Feil (1824-1887), chimiste et verrier, y est mort.
- Hippolyte Boulenger, industriel de la céramique, y avait sa faïencerie.
- La bande à Bonnot prend fin avec le siège de Jules Bonnot, dans un garage situé avenue de la République à Choisy-le-Roi, et sa mort en 1912[21].
- Marcel Cachin a vécu à Choisy-le-Roi et y est mort en 1958.
- Ernest Chaplet, sculpteur et céramiste, avait son atelier à Choisy-le Roi, où il est mort en 1909.
- Maurice Thorez, politique, dirigeant du PCF, y vécut[22].
- Ipoustéguy (1920-2006), sculpteur dont l'atelier se situait quai des Gondoles.
- Antonio Ferrara, figure du grand banditisme français qui a passé son adolescence à Choisy-le-Roi.
- Olivier Kapo[pourquoi ?], footballeur français d'origine ivoirienne.
- Erick Saint-Laurent, chanteur français, y est inhumé.
- Bénabar, chanteur, a vécu à Choisy-le-Roi.
- Émile Lenoble (1875-1940), céramiste, a vécu et exercé son activité à Choisy-le-Roi.
- Pierre Lescure, journaliste et ancien dirigeant de Canal+, a vécu son enfance à Choisy-le-Roi.
- Alain Frontier, poète et grammairien, a vécu à Choisy-le-Roi de 1960 à 1978.
- Jean-Philippe Uzan (1969-), astrophysicien et cosmologiste, directeur de recherche au CNRS mais aussi vulgarisateur et auteur de nombreux ouvrages, a passé son enfance à Choisy-le-Roi de 1972 à 1981.
- Intouchable (groupe)  groupe de hip-hop français originaire de Choisy-le-Roi et Orly, affilié à la Mafia K'1 Fry avec Demon One, Dry, Las Montana (1977-1999), ainsi que MS et Mokem (anciens membres).
- Pro176, rappeur et graffeur, a passé son enfance à Choisy-le-Roi.
- Fabien Waksman (1980-), compositeur lauréat d'une Victoire de la musique classique en 2023 dans la catégorie compositeur, a grandi à Choisy-le-Roi.
- Yves Léger (1919-1944), résistant français, Compagnon de la Libération, Mort pour la France. Fils de Georges Léger, maire de Choisy-le-Roi en 1944, il est inhumé dans la commune où une rue a été baptisée en son honneur.

Choisy-le-Roi est le lieu de naissance de :
- Anatole Roujou (1841-1904), naturaliste, géologue, archéologue et anthropologue français.
- Emmanuel Chaptal (1861-1943), prélat catholique, évêque auxiliaire de Paris.
- Pierre Mille (27 novembre 1864-12 janvier 1941), écrivain et journaliste.
- René-Louis Chrétien (1867-1945), peintre français.
- Raphaël Drouart (1884-1972), graveur et peintre.
- Louise Bourgeois (25 décembre 1911-31 mai 2010), artiste plasticienne.
- Olga Lecaye, née en 1916.
- Jean Baud (1919-2012), entrepreneur.
- Suzanne Chaisemartin (1921), organiste concertiste.
- Pierre Naudin (1923-2011), écrivain.
- Roger Vandooren (1923-1998), international de football français.
- Roland Blanche, acteur, né en 1943.
- Sylviane Alaux, née en 1945.
- Gérard Chambre, acteur et chanteur, né en 1947.
- Mehdi El Glaoui (26 mai 1956-), acteur et réalisateur.
- Monique Loudières , danseuse étoile, née en 1956.
- Tonino Benacquista, auteur de romans policiers, né en 1961.
- Gérard Vives, acteur et animateur, né le 30 novembre 1962.
- Philippe Conticini, chef pâtissier, né en 1963.
- Philippe Di Folco, écrivain et scénariste, né le 20 juin 1964.
- Hammadoun Sidibé, fondateur de Quai 54
- Pierre-Alain Raphan, homme politique, né en 1983.
- Lina El Arabi, actrice, née en 1995.
- Jean-Pierre Petit (5 avril 1937-), chercheur scientifique, astrophysicien et vulgarisateur.

### Héraldique, logotype et devise

Logo de la commune jusqu'en 2025.

| Blason de Choisy-le-Roi | Les armes de Choisy-le-Roi se blasonnent ainsi : De gueules au pont d'or, soutenu d'une rivière d'argent, accompagné en pointe de cinq annelets entrelacés d'or et surmonté d'un écu posé en abîme d'azur à trois fleurs de lys d'or, timbré de la couronne royale de France, la pointe de l'écu brochant sur le pont (création de Robert Louis). |

## Pour approfondir